# B.B. King Freestyle
B.B. King Freestyle è un singolo dei rapper statunitensi Lil Wayne e Drake pubblicato il 28 novembre 2020.

## Tracce
1. B.B. King Freestyle – 3:42